# Ханевские
Ханевские (пол. Chaniewscy) — старинный шляхетский род герба Корчак, происходящий из Великого княжества Литовского.
До 1665 года представители рода использовали фамилию Ханькович. Основателем рода считается Сымон Ханькович — воин хоругви князя Михала Мстиславского, представителя рода Гедиминовичей. За военные заслуги он получил земельные владения в окрестностях деревни Усполле, которые стали вотчиной рода и передавались по наследству. Имя Сымона Ханьковича упоминается в Постановлении Виленского сейма 1507 года, принятом с целью мобилизации шляхты для войны с Московским государством.
```
Род внесён в VI часть 
родословной книги
 
Могилевской губернии
[
1
]
```

## Известные представители
- Якуб Ханевский (пол. Jakub Chaniewski) (1778–1839) — иезуит, в течение многих лет служил администратором прихода и настоятелем в Ланьцуте (Польша)[2].
- Александр Ханевский (пол. Aleksander Chaniewski) (1792–1846) – владелец Александрополя, пограничный регент Стародубский в 1821 году.[3]
- Владимир Андреевич Ханевский — Профессор  Московского университета (1918), кафедра физической географии (1918); кафедра геофизики физико-математического факультета (1919–1926?). Действительный член НИИ геофизики при физико-математическом факультете (1922–1926?). Московского университета[4]